# Maria Cristina Fioretti
Maria Cristina Fioretti (Roma, 29 gennaio 1965) è un'attrice e autrice italiana.

## Biografia
Si forma artisticamente frequentando le scuole Alessandro Fersen e La Scaletta; successivamente si perfeziona con Ivana Chubbuck, Lena Lessing, Dominique De Fazio.
Debutta al Festival di Teatro Fondi La Pastora in una regia di Renato Giordano che le vale la prima positiva recensione sulla rivista Sipario. La prima tournée importante la vede impegnata nel cast di Medea diretta da Giancarlo Sepe con Mariangela Melato. A New York, assieme a Renato Campese e Gennaro Cannavacciuolo, recita nello spettacolo Ti darò quel fior!. È accanto a Luca Zingaretti in Lettura per Sant'Anna di Stazzema, per commemorare le vittime della strage nazifascista.
Fonda poi il gruppo comico Le Sbandate, con cui lavora per circa dieci anni in teatro per approdare a Fantastico più, programma pomeridiano con Milly Carlucci su Rai 1.
Una delle sue migliori interpretazioni è quella di Anna Magnani al Teatro Sala Umberto di Roma nello spettacolo Io, Totò e la Magnani di Antonello Avallone. Sempre a teatro è protagonista di Puggili, che viene riproposto per 10 anni a Roma, Milano e in tournée. Nella versione teatrale di Nell'anno del Signore di Luigi Magni, con Sergio Fiorentini e Antonello Avallone, è l'unica protagonista femminile. Co-protagonista in due commedie scritte e dirette da Roberto D'Alessandro, Bamboccioni e Una casa di pazzi.
Dal 2011 porta in scena In nome della madre, dal libro di Erri De Luca, per la regia di Filippo d’Alessio e le musiche di Eugenio Tassitano. Nell'agosto 2015, insieme ad Angiola Baggi, porta in scena il testo Clausure di Marina Pizzi al Festival di Todi, per la regia di Francesca Satta Flores.
In televisione, per la Rai, legge con Luca Zingaretti 16 ottobre 1943 di Giacomo Debenedetti. Interpreta Linda nella fiction Rai Fidati di me con Virna Lisi per la regia di Gianni Lepre. È ancora una volta Anna Magnani nella fiction Rai Volare - La grande storia di Domenico Modugno con Beppe Fiorello per la regia di Riccardo Milani.
Al cinema è protagonista del film Touchia di Rachid Benhadj, che ottiene una menzione speciale al Festival di Venezia.
Come autrice ha vinto il premio Parole per comunicare con il racconto Pudigajaca – Una storia d'amore che ha inserito nello spettacolo da lei scritto e interpretato Ho gridato che ti amo, con la collaborazione musicale di Eugenio Tassitano.

## Teatrografia parziale
- Medea, di Euripide, con Mariangela Melato, regia di Giancarlo Sepe (1987)
- Signorina Giulia, di August Strindberg, regia di Gianni Leonetti (1987)
- A qualcuno piace caldo, di Mario Moretti, regia di Marco Mete (1988)
- Caravaggio, di Franco Molè, regia di Franco Molè (1991)
- Miseria e nobiltà, di Eduardo Scarpetta. Teatro Manzoni di Roma (2004)
- Totò e Anna Magnani, regia di Antonello Avallone. Teatro Sala Umberto di Roma (2004)
- 16 ottobre 1943, di Giacomo Debenedetti, regia di Luca Zingaretti. Verona (2004)
- I maneggi per maritare una figlia, di Niccolò Bacigalupo, con Silvio Spaccesi, regia di Silvio Giordani. Teatro Manzoni di Roma (2004-2005)
- Lettura per S. Anna di Stazzema, regia di Luca Zingaretti (2005)
- Il paradiso può aspettare, di Mimmo La Rana, regia di Mimmo La Rana. Teatro Anfitrione di Roma (2006)
- Bed & Breakfast, di Claudia Poggiani e Guido Polito, regia di Silvio Giordani. Teatro Manzoni di Roma (2007)
- Puggili, di Alessandro Canale, regia di Antonello Avallone. Teatro dell'Angelo di Roma (2009)
- Last Minute, di Adriano Bennicelli, regia di Michele La Ginestra. Teatro Sette di Roma (2010)
- Nell'anno del Signore, di Luigi Magni, regia di Antonello Avallone. Teatro dell'Angelo di Roma (2010-2011)
- In nome della madre di Erri De Luca, regia di Filippo d'Alessio. Teatro dell’Angelo, Teatro Biblioteca Quarticciolo, Teatro Tor Bella Monaca di Roma (2011-2012-2013)
- Bamboccioni, di Roberto D'Alessandro, regia di Roberto D'Alessandro. Teatro de' Servi e Teatro Martinitt di Roma. (2012)
- Una casa di pazzi, di Roberto D'Alessandro, regia di Roberto D'Alessandro. Teatro de' Servi di Roma (2013-2014)
- Clausure, di Marina Pizzi, regia di Francesca Satta Flores. Festival di Todi (2015-2016)
- Maria Stuarda, di Francesco Fanuele, da Friedrich Schiller, regia di Filippo d'Alessio. Festival del teatro medievale e rinascimentale di Anagni (2016)
- Certi di esistere, di Alessandro Benvenuti, regia di Alessandro Benvenuti. Teatro Tor Bella Monaca di Roma (2021)

## Filmografia

### Cinema
- Touchia, regia di Rachid Benhadj (1992)
- L'albero dei destini sospesi, regia di Rachid Benhadj (1997)
- Giravolte, regia di Carola Spadoni (2002)
- Unconventional Toys, regia di Matteo Rovere - cortometraggio (2002)
- Midnight ramblers, regia di Ferruccio Gibellini - cortometraggio (2006)
- Stanza 242, regia di Marcello Conte - cortometraggio (2007)
- Angel, regia di Maria Luisa Putti - cortometraggio (2011)
- Uno studente di nome Alessandro, regia di Enzo De Camillis - cortometraggio (2011)

### Televisione
- Il furto del tesoro, regia di Alberto Sironi - miniserie TV (2000)
- Salvo D'Acquisto, regia di Alberto Sironi - miniserie TV (2002)
- La buona battaglia - Don Pietro Pappagallo, regia di Gianfranco Albano - miniserie TV (2005)
- Fidati di me, regia di Gianni Lepre - miniserie TV (2007)
- Pinocchio, regia di Alberto Sironi - miniserie TV (2009)
- Volare - La grande storia di Domenico Modugno, regia di Riccardo Milani - miniserie TV (2013)

## Programmi televisivi
- Avanti un altro (Canale 5, 1994)
- Utile e futile (Rai 1, 1994)
- Fantasticopiù (Rai 1, 1997)
- Laboratorio 5 (Canale 5, 1999)